# Alistair Brownlee
Alistair Brownlee född 23 april 1988 i Dewsbury, är en brittisk triathlet. Brownlee tog guld vid de olympiska spelen i London 2012, en tävling där hans bror Jonathan Brownlee tog brons. Vid olympiska sommarspelen 2016 i Rio de Janeiro blev han den förste mannen att försvara ett olympiskt guld i triathlon när han vann loppet före sin bror Jonathan.
Alistair Brownlee har förutom de olympiska titlarna även vunnit Europamästerskapen i triathlon både 2010 och 2011 samt världsmästerskapen 2011, och hade också som junior framgångar internationellt.